# Dağhacılar, Göynük
Dağhacılar là một xã thuộc huyện Göynük, tỉnh Bolu, Thổ Nhĩ Kỳ. Dân số thời điểm năm 2010 là 98 người.